# Jocs secrets
Jocs secrets (títol original en anglès, Little Children) és una pel·lícula estatunidenca del 2006 escrita, dirigida i produïda per Todd Field, basada en la novel·la homònima de Tom Perrota. És protagonitzada per Kate Winslet, Patrick Wilson, Jennifer Connelly, Noah Emmerich i Jackie Earle Haley, i va rebre tres nominacions a l'Oscar: millor actriu (Kate Winslet), millor actor secundari (Jackie Earle Haley) i millor guió adaptat, entre altres premis.

## Argument
Història de les vides d'un grup de persones que s'entrecreuen de forma sorprenent i possiblement perillosa en parcs, piscines i carrers de la seva petita comunitat. Una mare avorrida (Kate Winslet) es fa amiga de Brad (Patrick Wilson), un pare que es queda a casa seva mentre la dona d'aquest (Jennifer Connelly) està treballant fora. D'altra banda un amic de Brad, Larry (Noah Emmerich), comença a inquietar-se per la presència d'un pedòfil (James Earle Haley) acabat de sortir de la presó.

## Repartiment
- Kate Winslet: Sarah Pierce
- Patrick Wilson: Brad Adamson
- Jennifer Connelly: Kathy Adamson
- Gregg Edelman: Richard Pierce
- Noah Emmerich: Larry Hedges
- Jackie Earle Haley: Ronnie J. McGorvey
- Phyllis Somerville: May McGorvey
- Sadie Goldstein: Lucy Pierce
- Ty Simpkins: Aaron Adamson

## Nominacions
- Oscar:
  - Millor actriu per Kate Winslet
  - Millor actor secundari per Jackie Earle Haley
  - Millor guió adaptat per Todd Field i Tom Perrotta
- BAFTA a la millor actriu per Kate Winslet
- Globus d'Or:
  - Millor pel·lícula dramàtica
  - Millor actriu dramàtica per Kate Winslet
  - Millor guió per Todd Field i Tom Perrotta
- Satellite Awards:
  - Millor actor en pel·lícula dramàtica per Patrick Wilson
  - Millor actriu en pel·lícula dramàtica per Kate Winslet
  - Millor pel·lícula dramàtica
  - Millor guió adaptat per Todd Field i Tom Perrotta